# چمن‌شور
چمن‌شور، بونی (نام علمی: Aeluropus) نام یک سرده از تیرهٔ گندمیان است. این جنس در ایران ۳ گونه گیاه گندمی چند ساله معمولاً شورپسند دارد که در باتلاق‌های شور و شوره‌زارها می‌رویند.

## گونه‌ها
- Aeluropus badghyzii
- Aeluropus laciniatus
- Aeluropus lagopoides
- Aeluropus littoralis
- Aeluropus macrostachyus
- Aeluropus pilosus